# ポール・マクレディ

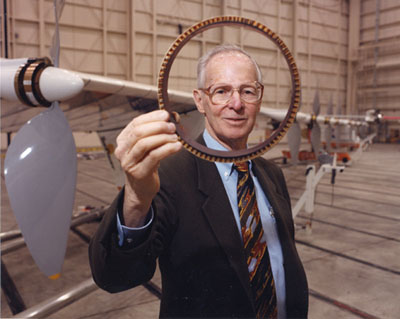
Paul McCready

ポール・マックレディ（Paul MacCready、1925年9月25日 - 2007年8月28日）はアメリカ合衆国の航空機技術者で、人力飛行機のパイオニアである。1977年に人力飛行機で180度の方向転換を含む2.1kmの飛行に成功しクレーマー賞を獲得した。

## 人物
コネチカット州、ニューヘイブンの医師の家に生まれた。幼い時から発明の才能を示し、15歳のときに飛行機の模型の全国大会で優勝した。コネチカット州のホプキンス・スクールを卒業した後、イェール大学で物理学を学び、その後カリフォルニア工科大学で航空工学の博士号を得た。第二次世界大戦末期に海軍のパイロットとなり、1951年に気象研究の民間会社、Meteorology Research Incを設立した。戦後グライダー競技への参加を始め、1948年、1949年、1953年の3回、アメリカ合衆国の国内のオープンクラスのグライダー競技会「リチャード・C・デュポン・メモリアル・トロフィー」で優勝した。1956年にアメリカ人としてはじめて世界大会のチャンピオンとなった。グライダーの速度と降下率の関係を求め、簡易計算するマックレディ・スピード・リングをつくり、これは現在も使われている。
ピーター・リサマン博士（Peter B.S. Lissaman ）とともに人力飛行機の開発を行い、ゴッサマー・コンドル号は1977年、180度の方向転換を含む2.1kmの飛行に成功し、クレーマー賞を獲得した。アルミ管のフレーム、発泡プラスチック、ピアノ線、自転車用の部品で作られた機体は、マイラー箔でカバーされた。1979年にはゴッサマーアルバトロス号を開発し、ドーバー海峡横断飛行に成功した。その後、太陽電池をエネルギー源とした、ゴッサマー・ペンギンやソーラー・チャレンジャーの開発を行った。1971年にAeroVironment Incを設立し、無人飛行機の開発や動力源の開発を行った。NASAの、太陽電池と燃料電池を電源とする無人のソーラープレーン、ヘリオスの開発に従事し、ヘリオスは高度96,863ft（29,511m）を達成し、プロペラ機としての高度記録を作った。ヘリオスの飛行した希薄な気圧条件は火星の大気と同程度で、理論的には火星を飛行できる。ソーラーパワーの自動車の開発にもかかわった。
1985年にスミソニアン協会のために翼竜、ケツァルコアトルスの1/2スケールの模型を制作した。6mほどの翼幅の模型は1986年にリモートコントロールでカリフォルニア州のデス・バレーで数回飛行し、映画に撮影された。
1979年コリアー・トロフィー、2003年バウアー賞受賞。